# Classe P-4
La classe P-4 est une série de patrouilleurs construite par l’Union soviétique après la Seconde Guerre mondiale.

## Historique
La classe P-4 est la deuxième génération de vedettes construites après la Seconde Guerre mondiale par l’Union soviétique. Elle est remplacée en production par la classe P-6 à partir de 1953. Un grand nombre de vedettes P-4 a été exporté à l’étranger, notamment en Chine.

## Caractéristiques
Les navires de la classe P-4 sont des vedettes à coque aluminium de 22 m déplaçant 25 t à pleine charge pour un tirant d’eau de 1,50 m. Leurs deux moteurs Diesel développent au total 2 400 ch (1 790 kW) sur deux arbres, ce qui leur permet d’atteindre une vitesse maximale de 42 nœuds. L’équipage est de douze marins.
L’armement principal est constitué de deux tubes lance-torpilles de 457 mm et l’armement secondaire deux mitrailleuses jumelées de 12,7 mm ou d’une mitrailleuse de 14,5 mm. Quatre à huit charges de profondeur sont également embarquées sur la plage arrière pour lutter contre les sous-marins. L’électronique embarquée comprend un radar de veille « Skin Head », un IFF « High Pole A » et un IFF « Dead Duck ».

### Liste des utilisateurs
| Pays          | Nombre | Remarques |
| ------------- | ------ | --------- |
| Albanie       | 12     |           |
| Bénin         | 2      |           |
| Bulgarie      | 4      |           |
| Chine         | 60     |           |
| Corée du Nord | 12     |           |
| Cuba          | 12     |           |
| Égypte        | 4      |           |
| Syrie         | 8      |           |
| Tanzanie      | 4      |           |
| Viêt Nam      | 3      |           |
| Yemen du Nord | 4      |           |
| Zaïre         | 3      |           |